# Pristina menoni
Pristina menoni — вид малощетинкових червів родини Naididae. Вид поширений у водоймах помірної та субтропічної зони Європи.